# 佐藤博光
佐藤 博光（さとう ひろみつ、1973年 - ）は、日本の警察官（大阪府警察）、剣道家。剣道教士八段、元剣道日本代表。
高千穂高校から大阪体育大学に進学。大学卒業後、大阪府警察に奉職。
主な実績には全日本剣道選手権3位2回、第12回世界剣道選手権個人優勝、世界選手権主将、全国警察大会個人優勝・団体優勝などがある。